# Dschungel (Diskothek)
Der Dschungel war vom 15. Oktober 1978 bis zum 31. Mai 1993 ein Tanzclub mit Cocktailbar in Berlin-Schöneberg.

## Historie
Ursprünglich gab es an der Nürnberger Straße, an der Grenze zwischen Schöneberg und Charlottenburg in Berlin, den Tauentzienpalast. Der viergeschossige, denkmalgeschützte Gebäudekomplex entstand von 1928 bis 1931 als Femina-Palast und erstreckt sich an der Nürnberger Straße über die Hausnummern 50 bis 56 (in Schöneberg). In seiner Geschichte war das im Stil der Neuen Sachlichkeit erbaute Gebäude ein Anziehungspunkt im Berliner Nachtleben.
Im Hofkomplex des Gebäudes befand sich in den 1920er Jahren ein Varietétheater mit einem gläsernen Kuppeldach, das geöffnet werden konnte. Viele bekannte Filmdokumente, u. a. mit Josephine Baker im Bananenrock, grell geschminkten Transvestiten und Barkeepern mit exaltierten Bewegungen, stammen aus diesem Betrieb. Der Dschungel war später an selber Stelle Drehort für Filme und Heimat für Künstler, die aus der Zeit der 1920er und 1930er Jahre ihre Inspirationen schöpften. Bis in die 1970er Jahre beherbergte der Saal im Hof noch das Berliner Theater, ein Volkstheater mit leichter Kost. Danach wurde aus dem Varieté die Kantine des Senators für Finanzen.
In den 1960er Jahren entwarf der chinesische Architekt Chen Kuen Lee aus der Bauhaus-Schule das chinesische Lokal „San Lin Nan“ an der Nürnberger Straße 53. Lee war Anfang der 1930er Jahre aus Shanghai nach Berlin gekommen, arbeitete an Bruno Tauts Siedlung Onkel Toms Hütte mit, setzte im Märkischen Viertel gemeinsam mit anderen Architekten die Ideen von Le Corbusier vom neuen Bauen um und war über zehn Jahre lang die rechte Hand des Architekten und Stadtplaners Hans Scharoun.
Ende der 1970er Jahre zog der Dschungel von seinem ursprünglichen Standort am Winterfeldtplatz um und wurde an der Nürnberger Straße 53 zu einer stylisch-schicken Szene-Disco, dem Berliner Pendant des New Yorker „Studio 54“. Die Wendeltreppe zur Empore, das Aquarium, der kleine Springbrunnen und die gelb-schwarzen Mosaik-Fliesen auf dem Boden stammten noch vom „San Lin Nan“.
Prominente Stammgäste waren u. a. die Schauspielerin und Sängerin Zazie de Paris, der Musiker Nick Cave, die Entertainerin Romy Haag, die Designerin Claudia Skoda, die Maler Salomé und Martin Kippenberger, der Regisseur David Hemmings, der Dichter Detlev Meyer, der Sänger Blixa Bargeld, der Experimentalfilmer Knut Hoffmeister, die Schauspieler Ben Becker und Benno Fürmann, die Kulturtheoretiker Diedrich Diederichsen und Oliver Grau sowie die Musiker Iggy Pop und David Bowie. Einige der Stammgäste hatten zeitweise auch im Dschungel gejobbt, u. a. Marc Brandenburg, Salomé und Detlev Meyer als Türsteher, Kellner, Barkeeper oder Putzkolonne. Die Stammgäste bekamen im Laufe der Jahre verschiedene Clubmarken. Die ersten Chips für den Schlüsselbund waren aus Messing, später silbern und schließlich blau, rot, grün und gelb aus durchsichtigem Plastik. Sie garantierten freien Eintritt in den Tanzclub. Die anderen Gäste mussten zehn DM zahlen, wenn sie denn überhaupt von den Türstehern eingelassen wurden. Zu den internationalen Gästen, die bei ihren Berlin-Aufenthalten den Dschungel besuchten, gehörten u. a. Frank Zappa, Mick Jagger, Prince, Grace Jones, Depeche Mode, Boy George und Barbra Streisand.
Mit dem Mauerfall und dem Aufkommen der Techno-Musik geriet die Diskothek Dschungel Ende der 1980er Jahre ins Abseits und wurde 1993 geschlossen. Der Nachfolger, das Edel-„Restaurant Dschungel“, schloss 1996 wieder. 2002 füllte eine Revival-Party den Club noch einmal mit Stammkunden von früher. Mit dem Abriss des architektonischen Innenlebens 2006 war das Ende des Dschungels endgültig besiegelt. Heute gehören die ehemaligen Räumlichkeiten zum Hotel Ellington.

## Musik
- In ihrer Berlin-Hymne sang Annette Humpe von „Ideal“ 1980: „Mal sehen, was im Dschungel läuft. / Die Musik ist heiß, das Neonlicht strahlt, / irgendjemand hat mir’n Gin bezahlt. / Die Tanzfläche kocht, hier trifft sich die Scene, / ich fühl mich gut, ich steh auf Berlin!“[7]
- Die NDW-Band Geile Tiere um den Sänger und Maler Salomé, der im Dschungel auch als Kellner gearbeitet hatte, und der Schweizer Künstler Luciano Castelli traten hier in den 1980er Jahren auf.[5][8]
- In David Bowies 2013 veröffentlichter Single Where Are We Now? heißt es: „Sitting in the Jungle / On Nurnberger Strasse“.[9]

## Film
- 1980: Geile Tiere im Dschungel, Kurzfilm von Knut Hoffmeister
- 1980 wurden einige Szenen des Films Jetzt und alles von Dieter Meier („Yello“) mit Richy Müller im Dschungel gedreht.[10]
- 1986 drehte der Experimentalfilmer Knut Hoffmeister den einzigen Doku-Film, der den Dschungel von innen zeigt, auf Video8.[11]

## Skandalartikel von Thomas Kapielski in der taz
1988 schrieb Thomas Kapielski zum zehnjährigen Bestehen der Disco für die taz einen Artikel, in der er sie als „gaskammervoll“ bezeichnete. Dies führte zu einem Leserbrief von Pieke Biermann, woraufhin der damalige taz-Magazinredakteur Arno Widmann laut einem am 11. Februar 2010 von Kapielskis Freund Helmut Höge veröffentlichten Text zu dem Komplex, eine Art Vollversammlung einberief. Höge schreibt: „Der Autor des Gaskammervoll-Artikels, Thomas Kapielski, hatte ‚Schreibverbot‘ bei der taz bekommen. Er wandte sich dem Bücherschreiben zu und wurde als ‚Merve‘-Autor berühmt. Nichtsdestotrotz wird er immer wieder auf das Wort ‚gaskammervoll‘ angesprochen. Es gibt weitere Debatten darüber, ob man es so wie er verwenden darf. Das Betreiberkollektiv des ‚Dschungels‘, obwohl an sich aller Political Correctness (einer der Geschäftsführer war Sänger der Punkband ‚Geile Tiere‘) abhold, hatte sich bereits 1988 ‚pc‘ entschieden: Kapielski bekam ‚Lokalverbot‘. Außerdem wurde ein ‚Dossier‘ über den Skandal zusammengestellt – und an alle Club-Mitglieder verschickt.“